# Tyrhaug fyr
Das Tyrhaug fyr ist ein Leuchtfeuer an der westnorwegischen Küste in der Gemeinde Smøla im Fylke Møre og Romsdal.